# 浅井政高
浅井 政高（あざい まさたか）は、安土桃山時代から江戸時代初期にかけての武将。通称は茂右衛門/茂左衛門。

## 略歴
実父は不明だが、家譜によれば、田屋明政の甥だという。その明政の婿養子となって、その娘（海津局）を妻とした。
初めは生田姓、後に田尾姓を経て、浅井姓を称した。
淀殿に侍女として仕えた海津局と共々、豊臣秀頼に仕えた。
慶長20年（1615年）、大阪夏の陣における落城に際し、大坂城内で討ち死にした。享年55。
子の直政は海津局と千姫に従って城を脱出し、浅井姓を捨て外戚の三好姓に改めて三好直政を名乗り、江戸幕府で将軍徳川秀忠に仕えて御小姓番士となり、月俸百口となる。孫の三好政盛は徳川家光の小姓として愛され、二千石の厚遇をえて、旗本・三好家の祖となった。直政の室は明石全登の娘。